# Гапкеїт
Гапкеїт — мінерал, виявлений у метеориті Dhofar 280, знайденому в 2000 році в Омані на Аравійському півострові. Вважається, що метеорит походить з Місяця; зокрема, це, здається, уламок місячної високогірної брекчії. Мінерал складається з кремнію та заліза, і він схожий на інші кремнієво-залізні мінерали, знайдені на Землі. Вважається, що частково розплавлений або випарований матеріал вийшов на орбіту через удар об Місяць.
Завдяки складу кремній-залізо у співвідношенні 1:2, гапкеїт отримав хімічну формулу Fe2Si. Виникає у вигляді непрозорих ізометричних мікроскопічних кристалів від жовтуватого до сріблястого кольору.
Він названий на честь Брюса Гапке, який передбачив наявність і важливість парових покриттів на зернах місячного ґрунту (космічне вивітрювання).
Окрім гапкеїту, інші природні силіцидні мінерали заліза включають гупеїт, накіт, ліньчжиїт, луобузаїт, сюссит, ксіфенгіт і зангбоїт.